# زیردریایی کلاس ریدوتابل (۱۹۳۱)
زیردریایی‌های کلاس ریدوتابل (۱۹۳۱) (به انگلیسی: Redoutable-class submarine (1931)) یک کلاس از زیردریایی است که طول آن ۹۲٫۳ متر (۳۰۲ فوت ۱۰ اینچ) می‌باشد.